# Patrick J. Kennedy
Patrick Joseph Kennedy, född 14 juni 1967 i Boston i Massachusetts, är en amerikansk demokratisk politiker. Han representerade Rhode Islands första distrikt i USA:s representanthus 1995–2011.
Han föddes i stadsdelen Brighton i Boston som son till senator Ted Kennedy och hans första hustru Virginia Joan Bennett. USA:s president John F. Kennedy och justitieministern och senatorn Robert Kennedy var hans farbröder samt Joseph Kennedy hans farfar. Han har samma förnamn, Patrick Joseph, som farfaderns far P.J. Kennedy.
Han offentliggjorde 2000 att han hade diagnostiserats ha depression. Han är ogift och hör till katolska kyrkan.